# Matthew White Ridley (2e vicomte Ridley)
Matthew White Ridley, 2e vicomte Ridley (6 décembre 1874 - 14 février 1916) est un pair britannique et un homme politique conservateur. Sa carrière politique est surtout connue pour son soutien à la réforme tarifaire.

## Biographie
Ridley est le fils et l'héritier de Matthew White Ridley (1er vicomte Ridley) et Mary Georgiana Marjoribanks (1850 - 14 mars 1909), fille de Dudley Marjoribanks (1er baron Tweedmouth). Il fait ses études au Collège d'Eton et au Balliol College d'Oxford, où il obtient son diplôme de BA en 1897, avec mention très bien. Pendant son séjour à Oxford, il devient franc-maçon à l'Apollo University Lodge, une loge maçonnique pour les étudiants et anciens étudiants de l'université,.
Il est élu député de Stalybridge aux élections générales de 1900. Pendant qu'il est au parlement, il est également secrétaire privé parlementaire du ministre de l'Intérieur, Charles Ritchie de 1900 à 1902, et du chancelier de l'Échiquier, Austen Chamberlain de 1902 à 1904. Il est président de la Tariff Reform League, à la suite de son fondateur, Arthur Pearson.
Le 21 mai 1901, il est nommé lieutenant adjoint du comté de Northumberland, et en 1904 juge de paix.
Il est nommé lieutenant dans les Northumberland Hussars en 1897, promu capitaine le 12 avril 1902, puis major en 1904 devenant lieutenant-colonel en 1913. Il commande le régiment dans les premiers mois de la Première Guerre mondiale mais ne part pas à l'étranger et quitte le commandement en 1915, restant dans la réserve d'officiers de la Force territoriale. Il est également colonel honoraire du 5e bataillon, Northumberland Fusiliers, à partir de 1910.

## Famille
Il épouse à Londres, le 8 février 1899, Rosamond Cornelia Gwladys Guest, fille d'Ivor Guest (1er baron Wimborne) et Cornelia Henrietta Maria Spencer-Churchill. Par sa mère, elle est une cousine germaine de Winston Churchill. La vicomtesse Ridley est investie en tant que Dame Commandeur de l'Ordre de l'Empire britannique en 1918 et est décédée le 2 décembre 1947. Ils ont trois enfants:
- Gwladys Marjorie Ridley (17 septembre 1900 - 1983)
- Matthew White Ridley (3e vicomte Ridley) (16 décembre 1902-1964)
- Vivien Catherine Evelyn Ridley (née le 15 décembre 1906), épouse Hans Karg von Bebenburg, 1934

Ridley tombe soudainement malade à son domicile de Blagdon Hall le 28 janvier 1916 et subit une «opération sévère». Le Times rapporte que Lord Ridley est "dans une santé indifférente depuis sa dernière maladie grave il y a trois ou quatre ans, lorsqu'une opération était également nécessaire", mais n'a pas donné de détails. Ridley reçoit le maréchal John French à Blagdon deux jours avant sa maladie et devait se rendre en France avec les Northumberland Hussars. Il subit une deuxième opération le 13 février et est décédé le lendemain à l'hôpital, à l'âge de 41 ans. Son fils lui succède comme vicomte.